# حملات معاوية الجنوبية (658 -661)
حملات معاوية بن أبي سفيان الجنوبية كانت سلسلة من الغارات والحملات العسكرية للقوات الأموية على الحجاز واليمن والعراق بعد فشل محادثات التحكيم بعد معركة صفين. استمرت الحملات ضد خلافة علي حتى اغتياله.

## خلفية
بعد اغتيال عثمان، الخليفة الثالث، نشبت خلافات داخل المجتمع الإسلامي الأول حول خلافته. اختير علي بن أبي طالب لخلافة عثمان، لكن معاوية بن أبي سفيان، حاكم الشام، رفض ذلك، مما ساهم في اندلاع الفتنة الأولى . استؤنفت الأعمال العدائية بين معاوية وعلي بعد فشل محادثات التحكيم. بعد ذلك، أرسل معاوية عمرو بن العاص للسيطرة على مصر، حيث حقق نجاحًا. كما أرسل معاوية نوابه وأمر بشن غارات على معاقل علي في العراق وشبه الجزيرة العربية.

## الحملات في الجزيرة العربية
أرسل معاوية يزيد بن شجرة، وهو عثماني تقيّ، لتأمين البيعة من قبيلة قريش في مكة في أوائل ستينيات القرن السابع، لكن المهمة باءت بالفشل. مُنح جيشًا قوامه 3000 جندي، لم يكونوا على علم بهدف الحملة. رفض يزيد سفك الدماء في الأرض المقدسة الإسلامية، على الرغم من أن معاوية صرّح بأن عزل والي مكة (الذي اعتبره مشاركًا في قتل عثمان) كان عملاً تقيًا. في وقت لاحق من ذلك العام، عيّن معاوية بسر بن أبي أرطاط في خططه لإخضاع منطقتي الحجاز واليمن.

### حادثة دومة الجندل
حاول معاوية الحصول على الزكاة من القبائل المحايدة في المنطقة بإرسال مسلم بن عقبة لأخذها. إلا أن رفض الناس دفع مسلم إلى حصارهم، فردّ عليّ بإرسال مالك بن كعب على رأس ألف فارس لمواجهة الشام. لم تكن المعركة حاسمة، لكن الشام تراجعوا في اليوم التالي.

### حصار تيماء
أرسل معاوية عبد الله بن مسعدة إلى المدينة المنورة ومكة على رأس 1700 جندي. وعلم علي بذلك، فأرسل المسيب على رأس 2000 جندي لمواجهته. اشتبكت القوتان وكاد ابن مسعدة أن يُقبض عليه، لكنه أفلت من الأسر، وهرب إلى حصن تيماء الذي حاصره المسيب ثلاثة أيام. ذبح رجال القبائل جمال ابن مسعدة، وكُدّس الحطب عند أبواب الحصن وأُضرم فيه النار. توسّل رجال ابن مسعدة الرحمة بناءً على انتماءاتهم القبلية، فأُخمدت النار. عندما سحب المسيب قواته، هرب ابن مسعدة وقواته إلى الشام تحت جنح الظلام. وُضعت خطة مطاردة، لكن المسيب رفض مطاردة الهاربين. ونتيجة لهذا الفعل، خُفّض رتبة المسيب إلى جابي صدقات، بعد بضعة أيام من السجن. 

### حملة الحجاز بسر
زوّد عمرو بن العاص بسر بن أبي أرطاط بثلاثة آلاف جندي سوري لحملته. حذّر نبلاء قيس معاوية من الانتقام المحتمل الذي قد يُقدم عليه بسر ردًا على مقتل فهر وكنانة على يد قيس بنو سليم خلال فتح مكة ، مما دفع معاوية إلى تجريد بسر من سلطته على رجال قبيلته القيسيين الذين كانوا تحت قيادته. في دير مُرّان ، أنزل أربعمائة جندي من حملته وواصل حملته مع ألفين وستمائة جندي.
عندما وصل بسر إلى المدينة المنورة، التي كانت هدفه الرئيسي حيث كانت عاصمة الخلافة قبل أن ينقلها علي إلى الكوفة، لم يواجه أي مقاومة أثناء إلقائه خطابًا يدين النخب التقليدية، وهم الأنصار. فرّ أبو أيوب الأنصاري إلى الكوفة. توقف بسر عند كل مكان سقاية على طول طريقه وطلب استخدام جمال السكان المحليين عندما استنفدت جنوده، من أجل الحفاظ على قوة خيوله الحربية. هدم منازل حلفاء علي، بما في ذلك منزل أبي أيوب، وحصل على بيعة معاوية من وجهاء المدينة، مما أدى إلى إنقاذ سكانها.
بعد المدينة المنورة، توجه بسر نحو مكة، ففرّ قثم بن عباس، حاكم المدينة، مع عدد كبير من سكانها. عثر بسر على أحد صحابة محمد، وممثل علي في محادثات التحكيم، وهو أبو موسى الأشعري ، فعفا عنه. وبعد صلاته في الكعبة ، بايع بسر معاوية من أهلها، باستثناء سعيد بن العاص، وهو قريب بعيد لمعاوية. وكان من الممكن أن يسيطر قثم على مكة بعد خروج بسر منها.
استقبل المغيرة بن شعبة أحد أعيان المدينة بسر وأقنعه بعدم مهاجمة بني ثقيف ، وأبلغ ممثلو المدينة بسر أنه لا يملك سلطة على عشيرة قيس الأساسية، فنجا بسر من السكان، بينما أرسل قوات إلى تبالة ضد المتعاطفين مع علي بن أبي طالب ولكنه عفا عنهم في النهاية. وبعد مغادرة الطائف، دخل بسر أراضي قبيلة كنانة ، والتقى بعبد الرحمن وقثم، ابني عبيد الله بن عباس ، حاكم اليمن وابن عم علي. فأعدم بسر كلاً من عبد الرحمن وقثم.

## الحملات في العراق

### غزو البصرة
بعد وفاة محمد بن أبي بكر، أرسل معاوية عبد الله بن عامر الحضرمي مع 2000 رجل إلى البصرة لإقناع أهلها، وخاصة بني تميم، بالانضمام إلى المعسكر الأموي. في ذلك الوقت، كان والي المدينة، عبد الله بن عباس، قد ذهب إلى الكوفة، تاركًا زياد بن أبيه نائبًا له. أبلغ زياد عليًا عن تدهور الوضع في المدينة. اضطر زياد إلى الفرار، ولجأ إلى قبيلة أزد . أرسل علي بني تميم من الكوفة بقيادة أعين بن دحية المجاشيع لمواجهة الحضرمي، لكن المجاشيع قُتل بعد وقت قصير من وصوله إلى البصرة. ثم أرسل علي جارية بن قدامة السعدي مع قوة إغاثة قوامها خمسون رجلاً من بني تميم. ومع ذلك، سرعان ما بدأ رجال القبائل في القتال فيما بينهم. ثم استعان جارية بالوكيل زياد وقبيلة الأزد. فوصلوا واشتبكوا مع الحضرمي، مما أجبره على التراجع والاحتماء ببيت سبيل السعدي. أُحرق البيت، فقُتل معظم من فيه من الرجال. أما من نجا، فقد قُتِل على يد القوات المحاصرة.

### مناوشة السماوة
أرسل معاوية زهير بن مكحول لجمع الصدقات من قبيلة كلب التي كانت محايدة في الصراع، لكنها كانت مرتبطة بتحالف زواج مع معاوية. ردًا على ذلك، أرسل علي ثلاثة رجال، هم جعفر والجلاس وعروة. التقوا بزهير وقاتلوه، فقتله زهير، وفرّ الجلاس إلى الكوفة، وانتقد علي عروة لما وصفه بجبن عروة، فجلده. انشق عروة وانضم إلى معاوية، فقام علي بهدم منزله انتقامًا. حققت هذه المناوشة البسيطة نجاحًا طفيفًا للأمويين.

### غزوة الضحاك
غزا الضحاك بن قياس القطقطانة فقتل ابن عميس. دعا عليٌّ أهل الكوفة إلى الثورة على الغزاة السوريين. نهض حجر بن علي الكندي أولاً، ثم تطوّع أربعة آلاف شخص آخرين وخرجوا لمواجهة المهاجمين. اشتبكوا مع قوات الضحاك في تدمر، مما أجبر الضحاك على التراجع، واستمرت الغارات يومين آخرين. في العام نفسه، سار معاوية بنفسه حتى نهر دجلة، لكنه تراجع لاحقًا.

### غارة عين التمر
أرسل معاوية النعمان بن بشير مع ألفي جندي لغزو حامية عين التمر، التي كان يتمركز فيها مالك بن كعب العربي ورجاله. طلب علي من الكوفيين الرد على هجومهم، لكن بطء ردهم دفع عليًا إلى حث الكوفيين على الرد، في خطبة. بعد ذلك، توجه عدي بن حاتم إلى علي عارضًا ألف جندي تحت تصرفه. توجه عدي مع ألف جندي، بأوامر من علي، إلى النخيلة، ومن هناك، أغار على الأراضي السورية متحركًا على طول نهر الفرات.

### غارات هيت والأنبار
أرسل معاوية سفيان بن عوف إلى هيت، ومعه ستة آلاف رجل، وأصدر أوامره بالتقدم نحو الأنبار والمدائن. لم تحدث أي مواجهة في هيت، أما في الأنبار، فقد هاجموا حامية عليّين قوامها خمسمائة رجل، فشتّتوا نحو أربعمائة، ومع ذلك، بقي مئة جندي. قُتل قائد الحامية، أشرس بن حسن البكري، ومعه ثلاثون رجلاً، نتيجة هجمات الفرسان والمشاة. نُهبت الحامية. أرسل عليّ سعيد بن قيس الحمداني لمواجهته، فسار سعيد حتى عنات لملاحقة الغزاة، لكنه لم يستطع الاشتباك معهم.

### معركة قرقشي
أراد معاوية الإطاحة بشبث بن ربعي ، والي كميل بن زياد ، فسار إلى أطراف كركسيا للقاء قوم سمع أنهم عزموا على مهاجمة هيت. فقال: اضربوهم قبل أن يهاجموني، فإنه يقال: اضربوهم بالصيحة يفرون. فترك رجلاً واحداً في هيت وسار هو وجميع أصحابه. فلما دنا منهم جيش سفيان فر من بقي في هيت، خمسون رجلاً. فغضب علي وكتب إليه: إن إهمال الرجل لما ائتمنه والقيام بما يكفيه ضعف، وتركك عملك وتخطيك إلى كركسيا خطأ وجهلة ورأي باطل. وشن معاوية هجمات متواصلة على كفرقوس. ثم تلقى كميل رسالة من شبيب بن عامر الأزدي من نصيبين، يخبره فيها أن جاسوسًا أخبره أن معاوية بعث عبد الرحمن بن قباط بن أشيم نحو الجزيرة، وأنه لا يُدرى أهو متجه إلى هيت أم إلى الفرات. فاستشار كميل أصحابه، وقال: "إن أرادنا ابن قباط لقيناه، وإن أراد إخواننا في نصيبين اعترضناه". فانطلق في أربعمائة فارس، تاركًا ستمائة رجل في هيت، وبدأ يقطع أخبار العدو. ثم استخلف كميل عبد الله بن وهب الراسبي على هيت، فسار إلى شبيب في نصيبين. فانطلق شبيب في ستمائة فارس، فجمعوا ألف فارس، وساروا نحو عبد الرحمن بن قباط، وكان يومئذ بقركيسيا مع جيش عظيم من أهل الشام. لحق كُميل بن زياد وشبيب الأزدي بخيالة أهل الشام. وكان جيش الأمويين بقيادة عبد الرحمن بن قباط ومعن بن يزيد السلمي ، وقُدِّر عددهم بأربعمائة رجل. فلما التقى الجيشان، اشتبكا قتالاً شديداً، انتهى بهزيمة جيش الشام ومقتل عدد كبير منهم، وقُتل أربعة من أصحاب شبيب، ورجلان من جيش كُميل: عبد الله بن قيس القابسي ومدرك بن بشر الغنوي. وبعد أن تفرق جيش الشام، أمر كُميل ألا يُطارد من فر، ولا يُقتل من جُرح. قال كميل لأصحابه: لا تتبعوهم، فقد آذيناهم ضررًا بالغًا، وإن تتبعناهم فلعلهم يرجعون إلينا، ولا ندري ما تكون الأمور. ثم كتب إلى علي بن أبي طالب بالفتح، فدعا له علي وأثنى عليه كثيرًا.

## الحملات في اليمن
فرض معاوية عقوبات على بسر بسبب أنشطته الاستكشافية الإضافية في الحجاز ولكنه لم يضع مثل هذه الشروط على اليمن. قُتل كعب بن عبدة ذي الحبكة النهدي على يد بسر لانتقاده السابق لعثمان. عندما دخل نجران ، أمر بقتل بلحارث ومحمد، وعبد الله بن عبد المدان، الذي كان قائدًا للسفارة، وشقيقه وابنه يزيد ومالك على التوالي. ومع ذلك، فإن الخسائر في الصراع على يد بسر، دفعت عليًا إلى انتقاد ولاةه في اليمن لعدم اتخاذهم إجراءات هائلة ضد العثمانيين المحليين في اليمن وأرسل تعزيزات إلى اليمن.

### الصراع مع الحمدانيين
هاجم بسر أولاً عشيرة أرحب من قبيلة همدان، وقتل عددًا كبيرًا من أنصار علي، ومنهم أبو كرب، زعيم همداني. اتخذ الهمدانيون مواقعهم فوق جبال شبام وقاوموا بسر، الذي تجاوز الجبل وانسحب. ولكن عند عودة الأهالي إلى القرى، هاجمهم بسر، وكانت تلك أول واقعة أسر فيها المسلمون نساءً مسلمات.

### حصار صنعاء
فر واليا علي، عبيد الله بن عباس وسعيد، إلى الكوفة رغم مقاومة سعيد لزحف بُصر في اليمن. قاوم نائب عبيد الله في صنعاء غزو بُصر، لكنه قُتل على يد بُصر مع كثير من سكانها. من مأرب، عرض وفد من المدينة الاستسلام لمعاوية، لكنهم نجوا لنشر خبر المذبحة في مأرب.

### حصار جايشان
شنّ بُصر هجومًا على جيشان، حيث كان دعم عليّ قويًا. قُتل العديد من أنصار عليّ، وأُجبروا على الانسحاب إلى حصونهم، مما أقنعهم بالتراجع إلى صنعاء.

### رحلة حضرموت
دعا وائل بن حجر بسر إلى حضرموت، مُعلنًا أن نصف المدينة عثماني. قبل بسر العرض وفرح بالهدايا. لكن عندما سأل وائل عن نيته تجاه سكان المدينة المدنيين، رد بسر بنواياه ذبح ربع المدينة. اقترح عليه وائل مهاجمة عبد الله بن ثوابة ، أحد أمراء حضرموت ومنافس وائل. أعدم بسر ثوابة بعد ذلك بوقت قصير.
أنهى بسر حملته على حضرموت عند وصول خبر جيش الإغاثة العلوي بقيادة جارية بن قدامة ووهب بن مسعود، وقوامه أربعة آلاف جندي. انسحب بسر إلى الحجاز دون مواجهة جيش الإغاثة، وكان السبب الآخر لإنهائه المبكر لحملته هو تفضيل معاوية أن تكون الحملة محدودةً مع مواجهة أقل خسائر في سوريا. عند انسحابه، لم يعاقب بسر بني تميم الذين استولوا على أجزاء من غنائمه.

### لقاء بني حنيفة
ودخل بسر اليمامة وقرر معاقبة أمير بني حنيفة على حياده في الحرب الأهلية، ولكنه ترك رجال قبيلته وقتل مجاعة بن مرارة أميرهم وأسر ابنه الذي أعتقه معاوية فيما بعد وجعله أميراً على قبيلة حنيفة.

## الفظائع
خلال الحملة بأكملها، حدثت فظائع عديدة من كلا الجانبين.

### مجازر العثمانيين
بعد غزو بُصر في اليمن، سارعت جارية إلى الاقتراب من اليمن بالتعزيزات، إلا أن العثمانيين في اليمن بدأوا بالفرار عند وصولهم، وفي النهاية تعرضوا للاضطهاد والقتل على يد أنصار العلويين.

### مجازر العلويين
وفقًا لمصادر شيعية ، كانت حملة بُصر مليئة بالفظائع والجرائم ضد أنصار العلويين، وكذلك ضد السكان المدنيين في الحجاز واليمن. وتميزت حملته بأول إساءة معاملة للنساء المسلمات على يد المسلمين، بالإضافة إلى مجازر واسعة النطاق بحق المدنيين في جميع أنحاء اليمن. أعدم بُصر عددًا من الشخصيات العلوية في الحجاز، وعاقب القبائل إما لدعمها علي أو حيادها. وفي الطائف، نفذ بُصر إعدامًا جماعيًا.
تشير المصادر الشيعية إلى أن العدد يقارب 30 ألفًا، إلا أن بعض العلماء يعتبرونه مبالغة، لكنهم لا ينكرون المجازر. إلى جانب أنصار علي، ارتكب بُصر أيضًا فظائع بحق السكان المدنيين، بمن فيهم أطفال قبيلة الكناني. وقد لعن علي بُصر على أفعاله في المنطقة.

## العواقب
- اغتيال علي
- معاهدة الحسن معاوية